# Моцний Сергій Олександрович
Сергі́й Олекса́ндрович Мо́цний (01.11.1977 — 10.02.2023) учасник російсько-української війни, нагороджено орденом «За мужність» 3 ступеня (посмертно).

## Нагороди
За особисту мужність і героїзм, виявлені у захисті державного суверенітету та територіальної цілісності України, вірність військовій присязі під час російсько-української війни
- нагороджений орденом «За мужність» III ступеня (2.6.2023, посмертно)[1]